# Beetzseeheide
Beetzseeheide är en kommun i Landkreis Potsdam-Mittelmark i förbundslandet Brandenburg i Tyskland.
Kommunen bildades den 1 januari 2008 genom en sammanslagning av de tidigare kommunerna Butzow, Gortz och Ketzür .
Kommunen ingår i kommunalförbundet Amt Beetzsee tillsammans med kommunerna Beetzsee, Päwesin och Roskow samt staden Havelsee.